# Hibiscus cochleariferus
Hibiscus cochleariferus är en malvaväxtart som beskrevs av Van Borss. Waalk.. Hibiscus cochleariferus ingår i Hibiskussläktet som ingår i familjen malvaväxter. Inga underarter finns listade i Catalogue of Life.